# Hard Luck
Hard Luck ist eine US-amerikanische Kurzfilm-Slapstick-Komödie aus dem Jahr 1921 mit Buster Keaton in der Hauptrolle, der auch gemeinsam mit Edward F. Cline für Drehbuch und Regie verantwortlich war.

## Handlung
Buster ist nach dem Verlust seines Jobs und seines Mädchens zum Selbstmord entschlossen. Nach mehreren missglückten Versuchen, sein Leben zu beenden, begibt er sich auf eine Expedition, um ein Gürteltier zu erbeuten. Er erlebt eine Reihe von Abenteuern und wird dadurch immer selbstbewusster. Es gelingt ihm, eine Räuberbande allein in die Flucht zu schlagen und dadurch eine junge Frau zu retten. Doch auch in diesem Fall hat er Pech: Sie ist bereits verheiratet. Bei einem Sprung von einem hohen Brett in den Pool verfehlt er diesen und verschwindet in einem Loch. Einige Jahre später klettert Buster im asiatischen Gewand aus dem Loch heraus, gefolgt von einer chinesischen Frau und zwei kleinen Kindern.

## Uraufführung
Hard Luck wurde am 14. März 1921 in den Vereinigten Staaten uraufgeführt.

## Fassungen
Sechzig Jahre lang war der Film Keatons einziger größerer verlorener Film, bis er 1987 teilweise rekonstruiert werden konnte. Es fehlte jedoch die Schlussszene. Diese Szene wurde später in einem russischen Archiv entdeckt, so dass jetzt der vollständige Film verfügbar ist.